# Dance Dance Dance
Dance Dance Dance é uma telenovela brasileira produzida e exibida pela Band entre 1 de outubro de 2007 a 12 de maio de 2008 em 161 capítulos, substituindo Paixões Proibidas e sendo substituída por Água na Boca. Foi a primeira telenovela brasileira gravada e transmitida em alta definição (HDTV). Foi escrita por Juana Uribe e Yoya Wursch com a colaboração de Flávio Queiroz, Márcio Tadeu e Mário Viana, sob direção de Alceu Vasconcelos e Luis Antônio Piá e direção geral de Del Rangel.
Conta com Juliana Baroni, Ricardo Martins, Day Mesquita, Eduardo Galvão, Vera Zimmermann, Jarbas Homem de Mello, Daniella Galli e D'Black nos papeis principais.

## Exibição
Dance Dance Dance foi reprisada pelo antigo formato do canal pago Boomerang entre 9 de fevereiro a 24 de setembro de 2009, de segunda à sexta, às 17 horas, com reapresentação às 22h e às 12h nos finais de semana, em um compacto de cinco horas com os capítulos da semana. A emissora exibiu a trama na íntegra, o último capítulo ganhou uma reexibição uma dia após seu termino, completando os 161 capítulos da versão original da trama. Entre 5 de março a 12 de outubro de 2012, a emissora cearense TV Diário exibiu a novela, inicialmente às 14h30, posteriormente 17h00, tendo suas últimas semanas exibidas às 16h30. Esta foi a terceira e última telenovela exibida pelo canal, também do mesmo pacote de tramas compradas da Band, sendo que no ano anterior havia exibido Serras Azuis.
Reprise (2016)
A novela foi reexibida pela Band, entre 17 de outubro de 2016 e 18 de fevereiro de 2017, para os estados que não aderem ao horário de verão. Em alguns momentos, sua exibição foi cancelada para dar espaço para outras atrações ao vivo da Band, como o X Factor (quando iniciou tal fase) e transmissões esportivas. Sua transmissão foi totalmente em HD. Inicialmente sendo exibida na íntegra, a novela acabou sendo compactada durante suas semanas finais para sair do ar juntamente com período do horário de verão.

### Exibição internacional
A emissora argentina Telefe, a moçambicana TVM (março a setembro de 2009), a angolana TV Zimbo e a polonesa TV Puls exibiram a novela, que é distribuída internacionalmente pela Telemundo. Na Argentina, a estreia ocorreu em 1º de dezembro de 2008, às 17 horas, e marcou 10,3 pontos de rating (total de aparelhos), 2 pontos mais a cima da anterior novela brasileira do Telefé, Sete Pecados. Mas a audiência foi caindo e a trama acabou transferida para as 7h30 da manhã. O canal venezuelano Televen exibiu a novela às 18 horas, com o nome de Dance Dance - La Comedia Musical.

## Enredo
Sofia é uma garota que vive numa cidade do interior. Ela foi criada por sua avó, pois não chegou a conhecer sua mãe. Sofia herdou da sua avó o talento para a dança, e por isso ela sonha em ser uma grande dançarina. Com a ajuda da sua avó, ela sai da cidade e vai para São Paulo tentar realizar seu sonho. Ao chegar na cidade grande, ela se hospeda na pensão de Dona Araci e o seu grande objetivo é entrar na Fundação Verônica Marques, um dos mais conceituados colégios de dança do país. Sofia também conhece Rafael e se apaixona por ele. Mas para viverem esse amor, eles terão que enfrentar a egoísta e ambiciosa Amanda, bailarina que também é apaixonada por Rafael, e o inescrupuloso empresário Lúcio Pimentel, pai de Rafael, que também se apaixona por Sofia.
Na FVM, Sofia fará amigos, como a excêntrica Funny Lu, o músico MP3, que vive sendo esnobado por Amanda, e o simpático professor Paulo, que também se apaixona por Sofia, entrando em atrito com Rafael, seu amigo de infância. 
Leonor Marques é a dona da escola e lutou muito pelo seu excelente nível de ensino. O nome é em memória de sua filha, Verônica, que era casada com Lúcio, mas acabou morrendo em um acidente de carro. Lúcio é um homem de caráter duvidoso e acha que o dinheiro pode comprar tudo. Ele criou o filho e é capaz de manipulá-lo para atingir seus objetivos. Lúcio é dono da Ecotel e quer casar Rafael com Amanda, a filha de sua sócia Lígia para, assim, conseguir aumentar seu poder dentro da empresa.
Ainda há outras histórias como a dos irmãos Sheila e Alandelon, que trabalham com o tio, Lourival, na FVM. A primeira quer arranjar um marido rico e entrar para um grupo de axé-music, enquanto o segundo é um ex-obeso que tenta incentivar os alunos a ter um hábito de vida mais saudável. Já a professora Marta foi uma bailarina de sucesso na juventude, mas afundou-se no alcoolismo, tornando-se uma pessoa totalmente amarga.
Nos últimos capítulos, o vilão Lúcio confessa seus crimes e é misteriosamente assasinado, gerando um clima de suspense na trama.

## Elenco
| Intérprete            | Personagem              |
| --------------------- | ----------------------- |
| Juliana Baroni        | Sofia Ivanitch          |
| Ricardo Martins       | Rafael Marques Pimentel |
| Day Mesquita          | Amanda Vasconcelos      |
| Eduardo Galvão        | Lúcio Pimentel          |
| Vera Zimmermann       | Marta Bernstein         |
| Jarbas Homem de Mello | Paulo Alves             |
| Daniella Galli        | Eva de Albuquerque      |
| Clarisse Abujamra     | Leonor Marques Pimentel |
| Cláudia Lira          | Lígia Vasconcelos       |
| Giulio Lopes          | Miguel Castilha         |
| D'Black               | Marcos Neto (MP3)       |
| Dudu Pelizzari        | Diego Vasconcelos       |
| Maíra Charken         | Sheilinha de Almeida    |
| Angela Dippe          | Araci Barbosa           |
| Patrícia Gasppar      | Dirce Xavier            |
| Ithamar Lembo         | Juarez Xavier           |
| Vanessa Machado       | Rebeca Braga            |
| Luciano Chirolli      | Estéfano Leoni          |
| Angélico Vieira       | Bruno Medeiros          |
| Lorenzo Martin        | Christian               |
| Paula Miessa          | Funny Lu                |
| Luciana Bolina        | Nadira                  |
| Fernando Belo         | Eric                    |
| Danielle di Donato    | Celeste                 |
| Endrigo Baggio        | Émerson Xavier          |
| Daniel Granieri       | Tomás Braga             |
| Naruna Costa          | Suzy                    |
| Roberto Alencar       | Prof. Klaus Bernstein   |
| Pablo Rodrigues       | Prof. Bob Fernandes     |
| Edson Fieschi         | Dr. Wagner Luz          |
| Francisco Carvalho    | Lourival de Almeida     |
| Leonardo Cortez       | Alandelon de Almeida    |
| Giselle Motta         | Maria Pereira           |
| Michel Martins        | Sidney                  |
| Denise Machado        | Solange                 |
| Luciana Azevedo       | Patrícia                |
| Bruno Camargo         | Robinho                 |
| Wesley Paulo          | André Pereira (Dedé)    |
| Liana Lopes           | Daniela                 |

### Participações especiais
| Intérprete            | Personagem                |
| --------------------- | ------------------------- |
| Ana Machh             | Verônica Marques Pimentel |
| Monah Delacy          | Sofia Ivanitch (Babusca)  |
| Ester Laccava         | Tatiana Ivanitch          |
| Rachel Ripani         | Vick                      |
| Juliana Almeida       | Vilma Santos              |
| Norival Rizzo         | Otávio Garcia             |
| Aldine Müller         | Ângela Garcia             |
| Lavínia Pannunzio     | Rosa Montenegro           |
| Maurício Branco       | Delegado Antônio          |
| Jiddu Pinheiro        | Ricardo                   |
| Carolina Magalhães    | Talita                    |
| Júlia Oristânio       | Lucena Coutinho           |
| David Y. W. Pond      | Dr. Tommy Ming            |
| Aline Ramos           | Mariana                   |
| Fernando Limeira      | Santiago                  |
| Bianca D'Mitr         | Rosana                    |
| Edson Kameda          | Dr. Valencius             |
| Monique Lucena        | Renata                    |
| Eduardo Dorval        | Valdir Pereira            |
| Jessica Ribeiro Aidar | Daniela                   |
| Pedro Fagundes        | Cláudio Santos            |
| Eliana Ferraz         | Mônica Fontana            |

## Música
A trilha sonora da novela foi lançada em 31 de julho de 2007 pela Universal, trazendo quatorze canções, das quais sete são gravadas por Juliana Baroni. "Cidade Triste" foi originalmente gravado pelo grupo Rouge para o disco Mil e Uma Noites (2005).
Lista de faixas
| N.º | Título                           | Música                                             | Tema da personagem        | Duração |  |
| 1.  | "Cidade Triste"                  | Juliana Baroni                                     | Sofia                     | 3:25    |  |
| 2.  | "Não Há Hora Nem Lugar"          | Juliana Baroni e Lorenzo Martin                    | Crianças                  | 3:39    |  |
| 3.  | "Te Buscarei"                    | Juliana Baroni                                     | Sofia e Rafael            | 3:42    |  |
| 4.  | "Quero Te Encontrar"             | Juliana Baroni                                     | Tatiana                   | 3:17    |  |
| 5.  | "Bonde do Funk Axé"              | Maíra Charken e Karin Hils                         | Sheila                    | 3:09    |  |
| 6.  | "Eu Já Sabia que Era Amor"       | Paulo Rodrigues                                    | Eric e Sofia / Bob e Suzy | 3:21    |  |
| 7.  | "Impossível"                     | Juliana Baroni                                     | Leonor e Diego            | 3:08    |  |
| 8.  | "Rei do Mambo"                   | Francisco Carvalho                                 | Lourival                  | 4:02    |  |
| 9.  | "O que Ela Tem que Eu Não Tenho" | Nathalia Siqueira                                  | Amanda                    | 4:07    |  |
| 10. | "Funk e Soul de Tudo Para Todos" | Jamal                                              | Moradores da pensão       | 2:31    |  |
| 11. | "Nossa Festa Começou"            | Karin Hils, Suave, Endrigo Baggio e Michel Martins | Vilma                     | 3:33    |  |
| 12. | "Glam"                           | Fantine Thó                                        | Rebeca                    | 2:50    |  |
| 13. | "Não Há Hora Nem Lugar" (Remix)  | Juliana Baroni e Lorenzo Martin                    | Vanessa                   | 2:51    |  |
| 14. | "Dance Dance Dance"              | Juliana Baroni                                     | Abertura                  | 2:51    |  |

Outras canções que não entraram para o álbum
- "Tum Tum Tum" - Maíra Charken (Tema de Sheila e Christian)
- "Glam" (versão 2) - Juliana Baroni (Tema do Glam)
- "Você Me Ensinou, Amor" - Nathalia Siqueira - (Tema de Celeste e Alandelon)
- "Só de Você" - Guilherme & Santiago (Tema de Lúcio)

## Audiência
A estreia da novela Dance Dance Dance rendeu 5 pontos de média e pico de 7 no Ibope, superando sua antecessora. No dia 9 de Outubro de 2007, marcou 5 pontos no Ibope, marcando um recorde e ficando no terceiro lugar. Teve média geral de 3 pontos.